# Теория манипулирования информацией
Теория манипулирования информацией (англ. Information manipulation theory, IMT) — это способ взглянуть на межличностное общение. Он касается способа, которым отправитель может подбирать информационные пакеты (в форме сообщений) для получателя, чтобы создать ложное впечатление с точки зрения отправителя. Отправитель выбирает определённые факты в сообщении из доступного объёма информации, но пропускает, изменяет или фальсифицирует других. Попытка заставить кого-то поверить в нечто неправдивое — это «обман». Тип сообщения, созданный таким обманным намерением, называется сообщением обмана. Управление отправителями данной информации для предоставления получателю ложного восприятия той же информации называется «манипулированием информацией». Отходя от акцента на способе общения, найденном в Теории межличностного обмана (IDT), IMT больше заботится о содержании обманных сообщений, ситуативных контекстах, которые их вызывают, степени, в которой обнаружение такого сообщения влияет на восприятие обмана и относительные последствия, которые связаны с ложными сообщениями.

## История и центральные темы
Теория манипулирования информацией (IMT) была сформулирована Стивеном Маккорнаком. В 1992 году Маккорнак опубликовал две статьи, признанные основополагающими в теории манипулирования информацией. В своей первой статье Маккорнак излагает основы этого теоретического варианта для изучения феномена создания и передачи обманных сообщений. Как уже говорилось, IMT «предполагает, что обманчивые сообщения действуют обманчиво, потому что они нарушают принципы, регулирующие разговорный обмен». Вторая статья предоставила эмпирическую проверку теории.
Тимоти Левин (доктор философии, Университет штата Мичиган, 1992) присутствовал на первом эмпирическом тесте для теории манипулирования информацией, внес значительный вклад в развитие IMT и является лидером в разработке новых парадигм для обмана исследований обнаружения, IMT послужил толчком для развития основанной на сообщениях теории обнаружения обмана, которая ставит под сомнение психофизические и основанные на эмоциях теории обнаружения обмана, а также основанную на взаимодействии IDT.

## Операционный контекст
Теория манипулирования информацией, мало чем отличающаяся от Теории межличностного обмана (IDT) является подмножеством и функциональным проявлением межличностного общения. По словам Дэвида Буллера и Джуди Бургун, «обман концептуализируется как форма управления информацией, фундаментальная для человеческого общения (Buller & Burgoon 1998)». IMT занимается тем, как реляционные цели и ситуационное давление влияют на процесс межличностного общения, и в конечном итоге приводит к формированию и реализации вводящих в заблуждение устных сообщений.

## Концептуальная основа
До введения теории манипулирования информацией как потенциального способа наблюдения за феноменом вербального контроля над информацией существовала литература на тему управления информацией и обмана в целом. Маккорнак цитирует Turner, Edgley and Olmstead (1975) и то, как они отметили несколько форм информационного контроля в своем исследовании разговоров, например, «ложь», «преувеличения», «полуправды», «секреты» и отвлекающие ответы (Маккорнак и др., 1992). 